# Protocuspidaria thomassini
Protocuspidaria thomassini is een tweekleppigensoort uit de familie van de Protocuspidariidae. De wetenschappelijke naam van de soort is voor het eerst geldig gepubliceerd in 1984 door Poutiers.